# پانچو سگورا
پانچو سگورا (انگلیسی: Pancho Segura؛ زاده ۲۰ ژوئن ۱۹۲۱ - درگذشته ۱۸ نوامبر ۲۰۱۷) یک تنیس‌باز اهل ایالات متحده آمریکا بود.